# Potrero del Llano, Chinampa de Gorostiza
Potrero del Llano är en ort i Mexiko.   Den ligger i kommunen Chinampa de Gorostiza och delstaten Veracruz, i den sydöstra delen av landet, 260 km nordost om huvudstaden Mexico City. Potrero del Llano ligger 104 meter över havet och antalet invånare är 354.
Terrängen runt Potrero del Llano är platt åt nordost, men åt sydväst är den kuperad. Runt Potrero del Llano är det ganska tätbefolkat, med 179 invånare per kvadratkilometer. Närmaste större samhälle är Naranjos, 7,8 km sydost om Potrero del Llano. Trakten runt Potrero del Llano består till största delen av jordbruksmark.